# Shinai

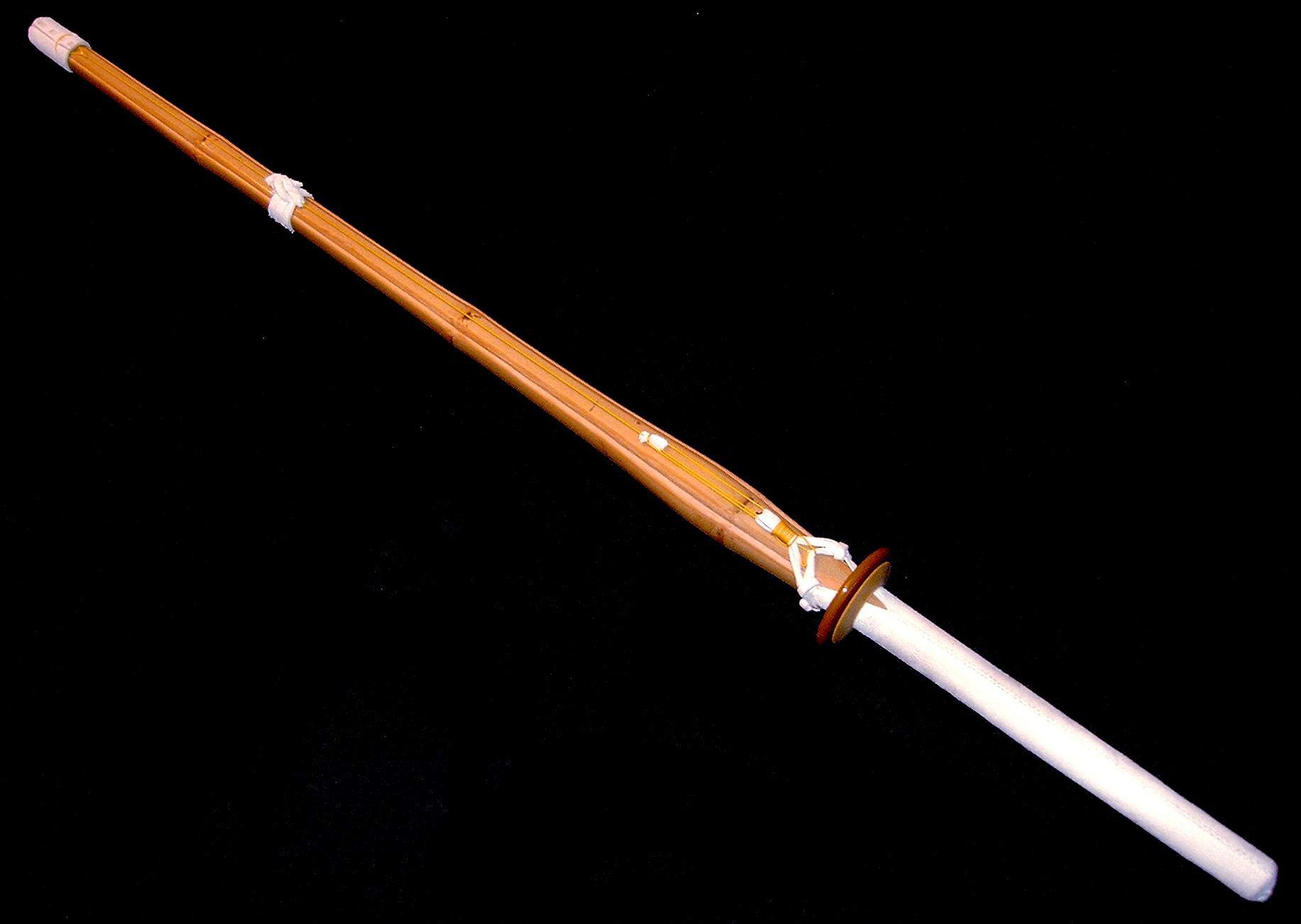
Shinai.

Shinai (kanji: 竹刀) betyder "bambusvärd" på japanska och är ett träningssvärd som används främst inom kendo. Den efterliknar en katana och är ungefär 120 cm lång. Själva "bladet" består av fyra stycken bamburibbor som hålls ihop med fyra olika saker. Ett band på "ryggen" av shinaien, tsuru, hjälper till att hålla samman shinaien och ska vara väldigt hårt spänt. En liten läderhylsa längst ut på shinaien, sakigawa, håller ihop shinaien i toppen, och en längre läderhylsa på ungefär 30 cm, tsuka, fungerar som handtag och håller ihop shinaien i botten. Ungefär en tredjedel av bladets längd från svärdsspetsen, kenzen, sitter nakayui, som är ett läderband som lindats tre varv kring shinaien för att hålla den samman.
Shinaier slits ganska hårt. Därför kan det rekommenderas att regelbundet slipa bort alla ojämnheter med sandpapper och sedan olja in shinaien, förslagsvis med en blandning av lika delar linolja och balsamterpentin. Detta för att undvika att ribborna börjar ge ifrån sig flisor som kan fastna under fötter eller hamna i ögonen på motståndaren. Behandlingen gör också att shinaien håller längre. En normal shinai kan ha en livslängd på allt från en månad till flera år, beroende på hur hårt användaren slår och hur bra underhåll av shinaien sköts.
Det japanska företaget Hasegawa tillverkar shinaier som är i kolfiber, och är populära bland utövare som tränar mycket då de inte ger ifrån sig flisor, man inte behöver slipa dem och eftersom man sällan slår av ribbor. Problemet med dessa shinaier är att de böjer sig väldigt lätt, och därför kan ge dåliga träffar, och att de är ganska dyra. En Hasegawa-shinai kostar uppemot 2000 kr, och lösa ribbor flera hundra, jämfört med en vanlig bambushinai som kostar ungefär 300-400 kr.[källa behövs]